# مارکوس تورمایر
مارکوس تورمایر (انگلیسی: Markus Thormeyer؛ زادهٔ ۲۵ اوت ۱۹۹۷) ورزشکار ورزش شنا اهل کانادا است.
وی در مسابقات کشوری و بین‌المللی در مجموع برندهٔ ۱ مدال طلا، ۱ مدال نقره، ۳ مدال برنز شده‌است.